# Gérard Latortue
Gérard Latortue (ur. 19 czerwca 1934 w Gonaïves, zm. 27 lutego 2023 w Boca Raton) – haitański prawnik i polityk, premier Haiti w latach 2004–2006.

## Życiorys
Po ukończeniu studiów prawniczych w Paryżu Latortue od 1961 roku pracował w Port-au-Prince jako profesor prawa. W 1963 roku w obawie przed represjami dyktatora François Duvaliera zdecydował się na emigrację. Podczas wielu lat spędzonych za granicą pracował m.in. jak profesor ekonomii na uniwersytecie w Portoryko. Dopiero w 1988 roku powrócił z emigracji na Florydzie do Haiti, aby objąć funkcję ministra spraw zagranicznych w rządzie Leslie Manigata. Gdy po kilku miesiącach rząd ten został obalony w wyniku wojskowego zamachu stanu, Latortue znów zdecydował się na emigrację. Pracował jako dyrektor generalny Karaibskiego Związku Uniwersytetów i Centrów Naukowych.
W lutym 2004 roku w Haiti miał miejsce kolejny zamach stanu, który doprowadził do obalenia rządu Jeana-Bertranda Aristide. Komisja wyborcza mianowała Latortue szefem tymczasowego rządu 9 marca 2004 roku, w czasie, kiedy przebywał one jeszcze na emigracji w USA. Następnego dnia po mianowaniu wrócił do kraju i został zaprzysiężony 12 marca.
Latortue zadeklarował utworzenie rządu jedności narodowej. Na swym pierwszym wystąpieniu w charakterze szefa rządu w rodzinnym mieści Gonaïves został powitany przez 3 tys. osób. Objęcie przez Latortue funkcji premiera nie zostało uznane przez rządy wielu krajów (m.in. przez Jamajkę, Saint Kitts i Nevis oraz przez Unię Afrykańską). W dodatku jego rząd był krytykowany przez ugrupowania opozycyjne (m.in. z partii Fanmi Lavalas, do której należał Aristide) oraz międzynarodowe organizacje praw człowieka.
Funkcję premiera pełnił do maja 2006 roku.